# Kazimierz Kazimierczak
Kazimierz Kazimierczak (ur. 31 stycznia 1880 w Łodzi, zm. 2 lipca 1946 w Rio de Janeiro) – polski inżynier, organizator polskiej produkcji lotniczej w okresie międzywojennym. 

## Życiorys
Syn Walentego, maszynisty kotłów parowych w maszynowni zakładów Karola Wilhelma Scheiblera w Łodzi i Franciszki z Mądrych. Uczył się w szkole przyfabrycznej Zakładów Karola Scheiblera w Łodzi na Księżym Młynie, a po jej ukończeniu zaczął pracować w tych zakładach. Kontynuował naukę w szkole niedzielnej i wieczorowej. Podczas rewolucji 1905 r. był wraz z ojcem i bratem aresztowany i więziony na Pawiaku. Zwolniony za kaucją wyjechał z zaboru rosyjskiego do Francji. W Paryżu rozpoczął pracę jako mechanik. Dokształcał się i pogłębiał wiedzę, a dzięki swoim zdolnościom zajmował coraz bardziej odpowiedzialne stanowiska. Pracując, uzyskał dyplom inżyniera na politechnice w Grenoble.
Podczas I wojny światowej w 1914 zgłosił się ochotniczo do armii francuskiej. Zaciągnął się do Legii Cudzoziemskiej i jako jeden z Rueilczyków został wcielony do 3 Pułku Cudzoziemskiego - brał udział w walkach na froncie w okolicy Reims. Został ciężko ranny ale wyleczono go. Został odznaczony Orderem Legii Honorowej. 
W marcu 1920 r. powrócił do Polski i wkrótce mianowano go kierownikiem organizacji produkcji w fabryce samolotów Zakłady Mechaniczne E. Plage i T. Laśkiewicz w Lublinie, których współwłaścicielem był także łodzianin Kazimierz Arkuszewski. Współpraca nie układała się dobrze - dyrekcja nie akceptowała jego ulepszeń organizacyjnych w zakresie produkcji, więc w 1922 r. wrócił do Francji. 
Pracował w fabrykach samochodowych, najpierw w zakładach Renault, a potem w latach 1925–1934 w zakładach Citroena, gdzie był dyrektorem technicznym. W 1934 r. znów wrócił do kraju i została mu powierzona funkcja dyrektora naczelnego Państwowych Zakładów Lotniczych (PZL). Jego wieloletnia praktyka w nowoczesnych fabrykach predestynowała go do kierowania nowo wybudowaną Wytwórnią Płatowców Nr 1 na Okęciu-Paluchu w Warszawie. W wytwórni tej uruchomiono seryjną produkcję samolotów myśliwskich PZL P.11c, rozpoznawczo-bombowych PZL.23 Karaś i bombowych PZL.37 Łoś a także rozpoznawczo-bombowych samolotów PZL.46 Sum. Nowoczesne metody produkcji budowanych tam samolotów metalowych, wzbudzały przed wojną duże zainteresowanie specjalistów zagranicznych, m.in. wzorowali się na nich specjaliści brytyjskiego przemysłu lotniczego i projektanci wytwórni samolotów DAR zbudowanej w Bułgarii w Łoweczu. Po skupieniu pod jednym kierownictwem Państwowych Zakładów Lotniczych wytwórni płatowców w Lublinie (LWS) i w Białej Podlaskiej (PWS) oraz po wybudowaniu wytwórni w Mielcu pełnił funkcję dyrektora naczelnego wszystkich zakładów płatowcowych PZL.
W latach 1934–1939 był także doradcą technicznym w warszawskich zakładach „Lilpop, Rau i Loewenstein” budujących m.in. wagony tramwajowe. 
Po wybuchu wojny na początku września 1939 r. kierował ewakuacją kadry technicznej Państwowych Zakładów Lotniczych do granicy z Rumunią. Przez trzy lata przebywał w ZSRR. Od 1940 był osadzony w obozie jenieckim NKWD w Griazowcu. W 1941 pracował w Buzułuku, potem w Taszkencie, a w 1942 r. udał się do Samarkandy, gdzie włączył się do ewakuacji polskiej ludności cywilnej wraz z oddziałami wojskowymi gen. Władysława Andersa. We wrześniu 1942 r. drogą przez Iran wyjechał do Afryki, do Kenii, gdzie przez 2 lata jako delegat Ministerstwa Pracy i Opieki Społecznej organizował w Afryce Wschodniej (Kenia, Tanganika, Uganda, Rodezja i Kongo) opiekę dla około 20 000 polskich uchodźców. W końcu 1944 r. wyjechał do Anglii. Po wojnie emigrował do Brazylii, gdzie w Rio de Janeiro uruchomił fabrykę rowerów oraz okien i drzwi metalowych. Zmarł nagle na serce, został pochowany na cmentarzu São João Batista.

## Ordery i odznaczenia
- Krzyż Kawalerski Orderu Odrodzenia Polski (11 listopada 1937)[8]
- Kawaler Orderu Legii Honorowej (Francja)